# Triangle fémoral

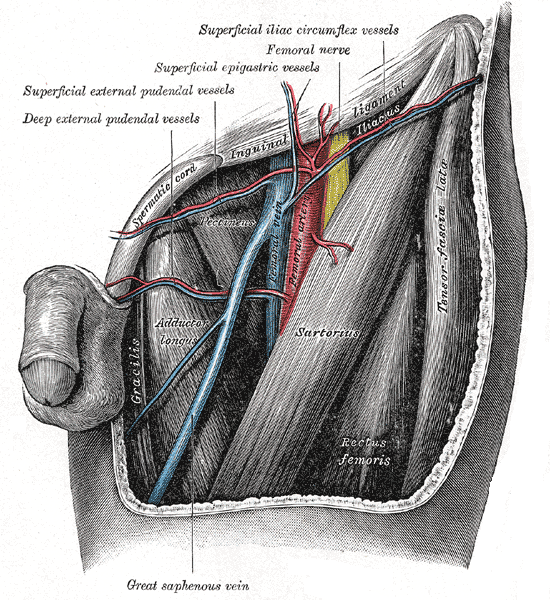
Schéma de la dissection superficielle de la région inguinale gauche, montrant le triangle de Scarpa, vue de face

Le triangle fémoral (ou  triangle de Scarpa ou fosse crurale ou trigone fémoral) est une région du membre inférieur ayant la forme d'un triangle à base supérieure localisée en haut de la cuisse, sur sa partie antérieure et médiale. 
Il doit son nom à Antonio Scarpa.
Les nomenclatures TA2 et TA98 distinguent le "triangle fémoral" en tant que région du membre inférieur du "triangle fémoral" en tant que loge fasciale.

## Limites
Le triangle fémoral est limité par :
- en haut, le ligament inguinal tendu entre l'épine iliaque antérieure et supérieure et le tubercule pubien de l'os coxal forme la base du triangle,
- latéralement, par le muscle sartorius,
- médialement, par les muscles long adducteur,
- en bas, son sommet formé par le croisement des muscles sartorius et long adducteur à environ 10 cm sous le ligament inguinal,

- en profondeur par le muscle ilio-psoas latéralement et les muscles pectiné et long adducteur médialement,
- en surface par la peau et la graisse sous-cutanée.

## Contenu
On lui distingue un plan superficiel et un plan profond. Les deux plans sont séparés par le fascia cribriformis.
Le plan superficiel contient :
- la veine saphène interne formant une crosse traversant le hiatus saphène pour rejoindre la veine fémorale

- des branches nerveuses perforantes provenant du nerf fémoral,
- des nœuds lymphatiques.

Le plan profond contient :
- l'artère fémorale,
- la veine fémorale,
- le nerf fémoral qui se divise en nerf du quadriceps, nerf saphène et les  nerfs musculo-cutané externe et interne de la cuisse,
- des nœuds lymphatiques.

## Aspect clinique

### Utilisation clinique
La prise du pouls fémoral s'effectue au niveau du triangle fémoral. 
C'est également une voie d'accès à la veine fémorale pour y placer un cathéter de voie centrale ou à l'artère fémorale pour des artériographies et des coronographies.
C'est une zone permettant de détecter les adénopathies.

### Traumatologie
C'est une zone de traumatisme pouvant toucher l'artère fémorale.